# مهرداد کریمیان
مهرداد کریمیان (زاده ۴ شهریور ۱۳۶۰ در بوشهر) بازیکن سابق فوتبال و مربی فوتبال اهل ایران است.

## دوران باشگاهی
وی سابقه عضویت در تیم‌های فولاد خوزستان ، برق شیراز، پاس همدان ، فجر سپاسی و مس کرمان را در کارنامه دارد.

## دوران مربیگری
مهرداد کریمیان سابقه سرمربیگری در تیم های شاهین بوشهر، خیبر خرم‌آباد ، شمس آذر قزوین و ملوان بندرانزلی را نیز دارد.